# Ekstraklasa kobiet w tenisie stołowym (2011/2012)
Ekstraklasa kobiet w tenisie stołowym 2011/2012 – 64. edycja rozgrywek pierwszego poziomu ligowego kobiet w Polsce. Brało w niej udział 9 drużyn.
Triumfatorem rozgrywek został KTS Zamek-OWG Tarnobrzeg, który w meczach finałowych pokonał SKTS Sochaczew. Brązowe medale zdobyły drużyny KU AZS AJD Częstochowa i MKSTS Polkowice.

## System rozgrywek
Rozgrywki prowadzone były z udziałem 9 drużyn i były podzielone na dwie fazy: zasadniczą i play-off.
Faza zasadnicza składa się z dwóch rund. Pierwsza runda rozgrywana jest systemem każdy z każdym. W drugiej rundzie gospodarzami spotkań w drugiej rundzie są drużyny, które w pierwszej rundzie w meczu pomiędzy tymi samymi drużynami grały na wyjazdach. Za zwycięstwo drużyny otrzymują 2 punkty, zaś za porażkę nie otrzymują punktów.
Do fazy play-off awansują 4 drużyny. W półfinałach zostaną rozegrane dwumecze. Pary zostaną ustalone na podstawie tabeli po rundzie zasadniczej (1-4, 2-3). Zwycięzcy półfinałów awansują do finału, gdzie zostanie rozegrany dwumecz, a gospodarzem pierwszego meczu będzie drużyna z niższego miejsca po fazie zasadniczej. Drużyna, która wygra finał otrzyma tytuł Drużynowego Mistrza Polski kobiet, puchar i złote medale, a zespół pokonany w finale otrzyma puchar i srebrne medale. Drużyny, które odpadły w półfinałach, otrzymają brązowe medale. Do 1. ligi spadnie ostatnia drużyna po fazie zasadniczej.
Każdy mecz składa się z 3-5 gier rozgrywanych kolejno na jednym stole. Mecz kończy się wraz z uzyskaniem przez jedną drużyn trzech zwycięstw. Układ gier w meczu.
| 1. gra | 2. gra | 3. gra | 4. gra | 5. gra |
| ------ | ------ | ------ | ------ | ------ |
| A–X    | B–Y    | C–Z    | A–Y    | B–X    |

## Kluby
| Klub                             | Sezon 2010/2011 |
| -------------------------------- | --------------- |
| KU AZS AJD Częstochowa           | Awans z 1. ligi |
| AZS PWSiP Wałkuscy Łomża         | Awans z 1. ligi |
| GKS Gorzovia Gorzów Wielkopolski | 8. miejsce      |
| GLKS Wanzl Scania Nadarzyn       | 6. miejsce      |
| KTS Zamek-OWG Tarnobrzeg         | Mistrz          |
| KU AZS UE Wrocław                | 5. miejsce      |
| MKSTS Polkowice                  | Półfinał        |
| SKTS Sochaczew                   | Półfinał        |
| LUKS Warmia Lidzbark Warmiński   | Wicemistrz      |

## Faza zasadnicza
| Poz. | Drużyna                          | M  | Z  | P  | Pojedynki | Punkty |
| ---- | -------------------------------- | -- | -- | -- | --------- | ------ |
| 1.   | KTS Zamek-OWG Tarnobrzeg         | 16 | 15 | 1  | 46:9      | 30     |
| 2.   | SKTS Sochaczew                   | 16 | 14 | 2  | 45:15     | 28     |
| 3.   | KU AZS AJD Częstochowa           | 16 | 11 | 5  | 35:27     | 22     |
| 4.   | MKSTS Polkowice                  | 16 | 9  | 7  | 35:29     | 18     |
| 5.   | Warmia Lidzbark Warmiński        | 16 | 9  | 7  | 34:31     | 18     |
| 6.   | GLKS Wanzl Scania Nadarzyn       | 16 | 7  | 9  | 32:33     | 14     |
| 7.   | AZS PWSiP Wałkuscy Łomża         | 16 | 4  | 12 | 20:39     | 8      |
| 8.   | KU AZS UE Wrocław                | 16 | 2  | 14 | 13:45     | 4      |
| 9.   | GKS Gorzovia Gorzów Wielkopolski | 16 | 1  | 15 | 15:47     | 2      |

     Awans do półfinału
     Spadek do 1. ligi

## Play-off
|  |          |                          |          |                |          |   |   |                          |       |       |       |       |
|  | Półfinał | Półfinał                 | Półfinał | Półfinał       | Półfinał |   |   | Finał                    | Finał | Finał | Finał | Finał |
|  | Półfinał | Półfinał                 | Półfinał | Półfinał       | Półfinał |   |   | Finał                    | Finał | Finał | Finał | Finał |
|  |          |                          |          |                |          |   |   |                          |       |       |       |       |
|  |          |                          |          |                |          |   |   |                          |       |       |       |       |
|  | 1        | KTS Zamek-OWG Tarnobrzeg | 3        | 3              |          |   |   |                          |       |       |       |       |
|  | 1        | KTS Zamek-OWG Tarnobrzeg | 3        | 3              |          |   |   |                          |       |       |       |       |
|  | 4        | MKSTS Polkowice          | 0        | 1              |          |   |   |                          |       |       |       |       |
|  | 4        | MKSTS Polkowice          | 0        | 1              |          |   | 1 | KTS Zamek-OWG Tarnobrzeg | 3     | 3     |       |       |
|  |          |                          |          |                |          |   | 1 | KTS Zamek-OWG Tarnobrzeg | 3     | 3     |       |       |
|  |          |                          | 2        | SKTS Sochaczew | 0        | 1 |   |                          |       |       |       |       |
|  | 2        | SKTS Sochaczew           | 2        | SKTS Sochaczew | 0        | 1 | 3 | 1                        | 3     |       |       |       |
|  | 2        | SKTS Sochaczew           |          |                |          |   |   |                          |       |       |       |       |
|  | 3        | KU AZS AJD Częstochowa   | 0        | 3              | 2        |   |   |                          |       |       |       |       |
|  | 3        | KU AZS AJD Częstochowa   | 0        | 3              | 2        |   |   |                          |       |       |       |       |
|  |          |                          |          |                |          |   |   |                          |       |       |       |       |

### Półfinały
| Gospodarze               | Wynik       | Goście                   |
| 1. półfinał              | 1. półfinał | 1. półfinał              |
| ------------------------ | ----------- | ------------------------ |
| SKTS Sochaczew           | 1:3         | KU AZS AJD Częstochowa   |
| MKSTS Polkowice          | 1:3         | KTS Zamek-OWG Tarnobrzeg |
| 2. półfinał              |             |                          |
| KU AZS AJD Częstochowa   | 1:3         | SKTS Sochaczew           |
| KTS Zamek-OWG Tarnobrzeg | 3:0         | MKSTS Polkowice          |
| 3. półfinał              |             |                          |
| KU AZS AJD Częstochowa   | 2:3         | SKTS Sochaczew           |

### Finał
| SKTS Sochaczew        | 1:3                   | KTS Zamek-OWG Tarnobrzeg |
| 1. mecz, 23 maja 2012 | 1. mecz, 23 maja 2012 | 1. mecz, 23 maja 2012    |
| --------------------- | --------------------- | ------------------------ |
| Zhou Xiao             | 3:2                   | Li Liu                   |
| Mihaela Steff-Merutiu | 0:3                   | Renata Strbikova         |
| Natalia Partyka       | 2:3                   | Li Qian                  |
| Zhou Xiao             | 1:3                   | Renata Strbikova         |

| KTS Zamek-OWG Tarnobrzeg | 3:0                   | SKTS Sochaczew        |
| 2. mecz, 26 maja 2012    | 2. mecz, 26 maja 2012 | 2. mecz, 26 maja 2012 |
| ------------------------ | --------------------- | --------------------- |
| Renata Strbikova         | 3:0                   | Zhou Xiao             |
| Li Liu                   | 3:1                   | Natalia Partyka       |
| Li Qian                  | 3:2                   | Mihaela Steff-Merutiu |

## Medaliści
| Lp. | Drużyna                  |
| --- | ------------------------ |
| 1.  | KTS Zamek-OWG Tarnobrzeg |
| 2.  | SKTS Sochaczew           |
| 3.  | KU AZS AJD Częstochowa   |
| 3.  | MKSTS Polkowice          |